# Hafshedjan
Hafshedjan (en persan : هفشجان Hafšejân) est une localité de la préfecture de Shahrekord, dans la province de Tchaharmahal-et-Bakhtiari en Iran.